# HD22164
HD22164 є хімічно пекулярною зорею спектрального класу
F5 й має видиму зоряну величину в смузі V приблизно  9,7.